# 玛丽亚·拉·德尔·巴里奥
《玛丽亚·拉·德尔·巴里奥》（西班牙語：María la del Barrio）是一部由安杰利·内斯玛·梅迪纳為特莱维萨製作的墨西哥電視劇。由坦莉雅和費爾南多·科倫加主演。本劇於1995年8月14日至1996年4月26日在明星频道播出。

## 角色
- 坦莉雅 飾 瑪麗亞·埃爾南德斯·羅哈斯·德拉·維加
- 費爾南多·科倫加 飾 路易斯·費爾南多·德拉·維加
- 伊朗·埃里 飾 維多利亞·黑山·德拉·維加
- 里卡多布魯姆 飾 唐·費爾南多·德拉·維加
- 伊塔蒂·坎托拉爾 飾 索拉亞·蒙特內哥羅
- 安娜·帕特里夏·羅霍 飾 佩內洛普·利納雷斯
- 賽巴斯蒂安·利加德 飾 貢薩洛·多蘭特斯
- 路德維卡·帕萊塔 飾 瑪麗亞·德·洛斯·安赫萊斯“蒂塔”·德拉·維加
- 奧斯瓦爾多·貝納維德斯 飾 费尔南多“南迪托”·德拉·维加
- 卡門·薩利納斯 飾 阿格里皮娜·佩雷斯